# سبوغلينة أقصى الشمال
سبوغلينة أقصى الشمال (الاسم العلمي: Siboglinum hyperboreum) هي نوع من الحيوانات تتبع جنس السبوغلينة من فصيلة سبوغلينات.